# Elizabeth Frazer Skelton
Elizabeth Frazer Skelton, född 1800, död 1855, var en brittisk affärsidkare. Hon kallades även "Mammy Skelton".
Hon föddes i Bangalan Town vid Rio Pongo i Guinea/Conakry som dotter till afrikanen Phenda, och den svarte amerikanen John Frazer, som hade förvisats från Liberia såsom slavägare. Hon ska ha tillbringat en del av sin uppväxt i Europa; det nämns att hon senare i livet levde i ett hus byggt och möblerat i europeisk stil, och välkomnade brittiska gäster med ett bord dukat i engelsk stil. Hon gifte sig med William Skelton och grundade med honom den då mäktiga affärsfamiljen Skelton.  
Hon grundade tillsammans med maken slavfortet Victoria vid floden Nunez år 1825, och övertog det själv efter hans död.  Slavhandeln var då formellt förbjuden i både Storbritannien och USA, men en illegal handel förekom fram till cirka 1840, när regionens slavhandlare, inklusive Skelton, under trycket av Royal Anti-Slave Squadron började övergå till jordnötsodling med slavarbetskraft.  Elizabeth Frazer Skelton intog en mäktig ställning i regionen under sin samtid, och stod en tid för nästan halva exporten i regionen. 